# Poziv (album)
Poziv je petnaesti studijski album Cece Ražnatović koji je izdan za City Records i Miligram Music 17. lipnja 2013. godine.
Ceca je pjesme »Poziv« te »Ime i prezime« premijerno otpjevala u emisiji Ami G Show 11. lipnja 2013. godine. 
Premijera ostalih pjesama s albuma bila je na koncertu na beogradskom Ušću 28. lipnja 2013. godine, na kojemu je bilo preko 150 000 ljudi.
Snimljeni su i objavljeni spotovi za pjesme »Da raskinem sa njom«, »Turbulentno« i »Dobro sam prošla«.

## Popis pjesama
| Br. | Skladba               | Trajanje |
| --- | --------------------- | -------- |
| 1.  | »Poziv«               | 4:14     |
| 2.  | »Da raskinem sa njom« | 3:51     |
| 3.  | »5 minuta«            | 3:01     |
| 4.  | »Ime i prezime«       | 3:41     |
| 5.  | »Mrzi me«             | 3:34     |
| 6.  | »Brat«                | 3:06     |
| 7.  | »Udaće se suze moje«  | 3:15     |
| 8.  | »Vidimo se daso«      | 3:21     |
| 9.  | »Dobro sam prošla«    | 3:34     |
| 10. | »Turbulentno«         | 3:15     |

## Izdanja
| Regija | Datum            | Izdavač                     | Format(i) |
| ------ | ---------------- | --------------------------- | --------- |
| Srbija | 17. lipnja 2013. | City Records Miligram Music | CD        |

## Suradnici
- Harmonika: Vladimir Milenković
- Prateći vokali: Ivana Pavlović, Ivana Selakov
- Gitare: Ivan Milosavljević
- Buzuki: Petar Trumbetaš
- Klavijatura: Jovica Smrzlić, Srećko Mitrović
- Producent: Ivan Milosavljević, Boris Krstajić, James Cruz
- Fotografija: Miloš Nadaždin
- Izgled: Milan Novičić